# Actinium(III)-bromid
Actinium(III)-bromid ist eine chemische Verbindung des Actiniums aus der Gruppe der Bromide.

## Gewinnung und Darstellung
Actinium(III)-bromid kann durch Reaktion von Actinium(III)-oxid mit Aluminiumbromid bei 750 °C gewonnen werden.
{\displaystyle \mathrm {Ac_{2}O_{3}+2\ AlBr_{3}\longrightarrow 2\ AcBr_{3}+Al_{2}O_{3}} }

## Eigenschaften
Actinium(III)-bromid ist ein weißer kristalliner Feststoff. Er besitzt eine Kristallstruktur vom Uran(III)-chlorid-Typ mit der Raumgruppe P63/m (Raumgruppen-Nr. 176) und den Gitterparametern a = 8,06 Å, c = 4,68 Å.